# Anarta vidua
Anarta vidua là một loài bướm đêm trong họ Noctuidae.